# (455) Bruchsalia
(455) Bruchsalia – planetoida z grupy pasa głównego asteroid okrążająca Słońce w ciągu 4 lat i 121 dni w średniej odległości 2,66 j.a. Została odkryta 22 maja 1900 roku w Landessternwarte Heidelberg-Königstuhl w Heidelbergu przez Maxa Wolfa i Arnolda Schwassmanna. Nazwa planetoidy pochodzi od niemieckiego miasta Bruchsal. Przed jej nadaniem planetoida nosiła oznaczenie tymczasowe (455) 1900 FG.